# John Robert Dunn
John Robert Dunn (1834 – 5 août 1895) était un colon, chasseur, aventurier et diplomate sud-africain d'origine britannique. Né à Port Alfred en 1834, il passe son enfance à Port Natal. Ayant perdu ses parents à l'adolescence il vit comme un indigène près de la rivière Tugela. Sa connaissance des coutumes et de la langue zouloue lui procure une grande proximité avec les princes zoulous. En outre il commerce avec ces derniers. Il représente à la fois les intérêts coloniaux et ceux des Zoulous, et son influence grandit encore quand Cetshwayo devient roi. Il en est le conseiller diplomatique et se voit récompensé par l'octroi d'une chefferie, de terres, de bétail, ainsi que de deux femmes vierges zouloues. À l’approche de la guerre avec les Britanniques, il reçoit, en même temps que Cetshwayo, un ultimatum de la part de ces derniers où il doit renoncer à toute position de neutralité et se ranger du côté des Britanniques. Par la suite, il se voit attribuer des terres dans une zone tampon entre la colonie du Natal et le Zoulouland. Outre sa première femme blanche, Catherine, il a eu 48 autres femmes zouloues et a laissé une très nombreuse descendance (117 enfants),.

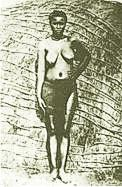
Une des femmes de Dunn

## Romans où la vie de John Dunn est évoquée
- David Ebsworth, Kraals of Ulundi, 2014.
- Mark Derobertis, John Dunn: Heart of a Zulu, Knox Robinson Publishing, 2017.